# とにかく明るい安村と紗倉まなのとにかく丸裸!
『とにかく丸裸!』（とにかくまるはだか）は、2015年4月4日から2020年12月26日まで文化放送で放送されたラジオ番組である。開始当初のタイトルは『とにかく明るい安村と紗倉まなのとにかく丸裸!』（とにかくあかるいやすむらとさくらまなのとにかくまるはだか）であり、2016年4月から9月までの土曜日（金曜深夜）は『とにかく明るい安村と飛鳥りんのとにかく丸裸！』（とにかくあかるいやすむらとあすかりんのとにかくまるはだか）に改題し、同年10月1日より『とにかく明るい安村のとにかく丸裸!』（とにかくあかるいやすむらのとにかくまるはだか）となる。
2016年4月から9月まで放送された『紗倉まな・ハリウッドザコシショウの朝まで丸裸!』（さくらまな・ハリウッドザコシショウのあさまでまるはだか）ならびにその後番組として同年10月から2017年9月まで放送された『紗倉まな・野本ダイトリのどうしたらいいでしょうか？』（さくらまな・のもとダイトリのどうしたらいいでしょうか）はさらにその後番組として2017年10月から放送されている『紗倉まなのマジックミラーナイト』（さくらまなのマジックミラーナイト）の頁を参照。

## 概要
お笑い芸人のとにかく明るい安村とソフト・オン・デマンド(SOD)専属の女優/アイドルがパーソナリティを務めるトークバラエティ番組。安村にとって初のラジオレギュラー番組で冠番組、番組がスタートした2015年度担当の紗倉まなにとっては初の冠ラジオ番組である。
とにかく明るい安村は持ちネタ「全裸に見えるポーズ」を披露するときと同じ、パンツ一丁の姿で収録に臨んでいた。
初期の頃はゲストの芸人がAV女優に自ら陰部を露出するという下りがあったが、途中から中止された。なお、お笑い芸人のバービーも自ら披露しようとしたが、スタッフが止めに入ったという伝説が残る。
2015年9月11日、SODイベント内で公開収録が行われた。浅草を代表する遊園地「花やしき」の夜の時間を貸切り、ステージイベントや「女教師の誘惑課外授業」「指コキ屋」「TENGAソフトクリーム」等々、各メーカーが出店する個性的な企画ブースで参加者を楽しませてくれるというもの。
この夜の部には、さらに延べ100人以上のAV女優が参加。集まったファンの数は1000人超と歴代でもなかなか類をみないような巨大AVイベントとなった。
なお、あまりの人の集まりに、近辺では大規模デモではないか、との噂が立ったという逸話が残る。
2016年2月9日、浜松町の文化放送でゲストにブリーフ&トランクスを迎え公開収録を行った。
スタートから1年で安村のパートナーが飛鳥りんに代わることになり、タイトルを「とにかく明るい安村と飛鳥りんのとにかく丸裸!」に改めてリニューアル。紗倉は同局日曜4:00 - 4:30の新番組「紗倉まな・ハリウッドザコシショウの朝まで丸裸!」へ移動が発表された。紗倉はハリウッドザコシショウと同番組でパートナーを組む。
飛鳥のレギュラー出演は半年後の9月24日を以って終了。翌週の10月1日からはタイトルを「とにかく明るい安村のとにかく丸裸!」に改めて安村単独の冠番組となり、飛鳥を含むSOD専属の女優/アイドルが2名ずつ週代わりでゲストパートナーを務めている。一方、「朝まで丸裸!」の方も紗倉のパートナーが野本義明（SOD代表取締役社長、略してダイトリ）に変わり、「紗倉まな・野本ダイトリのどうしたらいいでしょうか?」へとリニューアルした。
2017年4月8日より「とにかく丸裸!」は、それまでの土曜2:30から日曜3:30に放送時間を変更することになり、前述の「どうしたらいいでしょうか?」と放送時間が連続することになった。その「どうしたらいいでしょうか?」は9月30日で終了し、翌週の10月7日からは紗倉単独の冠番組「紗倉まなのマジックミラーナイト」へとリニューアルされている。
同じ出発点を持つ2番組であることから2019年2月には「とにかく丸裸!」と「マジックミラーナイト」の合同公開収録も行われた。
新聞のラジオ欄には、「安村紗倉」または「安村と紗倉」と表記されていた。飛鳥がパートナーだった頃は「安村とりん」、安村単独の冠番組となってからは「安村丸裸」と表記されている。
「とにかく丸裸」については、2020年12月27日未明（26日深夜）の放送を以って終了し、5年9ヶ月の歴史に幕を閉じることになった。一方、「マジックミラーナイト」の方は2021年1月以降も引き続き放送されており、同年4月からは「とにかく丸裸」が放送されていた枠も吸収して1時間番組となる。

## 安村単独時代

### コーナー
- とにかくセクシーボイス

2人の女優さんにメールをセクシーに読んでもらうコーナー
どちらがよりセクシーだったかをアシスタント芸人が判定し負けた方には罰ゲームが待っている。
勝者には、芸人にケツバットをする権利が与えられる。
罰ゲームの内容は、芸人が直立状態で股間に魚肉ソーセージを当てがい、それをAV女優がセクシーな一言を言いながら舐めるというもの。
もう一つは、コカ・コーラから発売されている、ミニッツメイド朝バナナ（パウチ入りのウイダーinゼリーのような物。内容物は黄色身がかった白色でトロみがある）を芸人が股間に当てがい、AV女優の口に少量を放出する。
なお、使用されている魚肉ソーセージは丸善から発売されている「BIGあらびきソーセージ」である。
また、AV女優の小倉由菜は、この罰ゲームにて、魚肉ソーセージの美味しさに目覚め、自宅にも数本のソーセージがストックしてある(食用として)と語った。
- とにかく無茶振り劇場

SODからのお知らせをAV女優さんに読んでもらう。ただし、芸人からの言葉責めが入る。
言葉責めでは、トレンディエンジェルのたかしが一度、自らの喘ぎ声を披露し、リスナーを不快にさせた。

## 安村・飛鳥時代

### コーナー
- とにかくセクシーボイス

## 安村・紗倉時代

### コーナー
とにかくセクシーボイス
- エロくないのにセクシーに聞こえる一言（エロ耳アワー） - エロくないのにエロく聞こえる言葉を募集。
- 紗倉まなのお悩み相談室 - ゲストが居る回限定でゲストのお悩みを訊くコーナー。
- エロ耳ソング
- エロビアの泉

## 放送リスト
2015年
1. 4月4日 小島よしお[1]
2. 4月11日 松岡ちな
3. 4月18日 古川いおり
4. 4月25日 白石茉莉奈
5. 5月2日 入江慎也（カラテカ）
6. 5月9日 瑠川リナ
7. 5月16日
8. 5月23日 グランジ
9. 5月30日 古川いおり
10. 6月6日
11. 6月13日 囲碁将棋◎
12. 6月20日
13. 6月27日 エロくないのにセクシーに聞こえる一言特集
14. 7月4日 トレンディエンジェル
15. 7月11日 松岡ちな
16. 7月18日 川島明（麒麟）
17. 7月25日
18. 8月1日 坪倉由幸（我が家）
19. 8月8日 しずる
20. 8月15日
21. 8月22日 瑠川リナ
22. 8月29日
23. 9月5日 村本大輔（ウーマンラッシュアワー）
24. 9月12日 ノブ（千鳥）
25. 9月19日 範田紗々
26. 9月26日 SODプレミアムナイト公開録音
27. 10月3日
28. 10月10日 レイザーラモンRG（レイザーラモン）
29. 10月17日 バービー（フォーリンラブ）
30. 10月24日 ジャングルポケット◎
31. 10月31日
32. 11月7日 岐阜大学医学部つかさ祭ドタキャン騒動[6]について
33. 11月14日 エハラマサヒロ◎
34. 11月21日 秋山竜次（ロバート）
35. 11月28日
36. 12月5日 NON STYLE
37. 12月12日
38. 12月19日 バイク川崎バイク
39. 12月26日 ふつおた祭り

2016年
1. 1月2日 もう中学生◎
2. 1月9日 田中卓志（アンガールズ）◎
3. 1月16日
4. 1月23日 おかずクラブ
5. 1月30日
6. 2月6日 たかし（トレンディエンジェル）、バイク川崎バイク
7. 2月13日
8. 2月20日 横澤夏子
9. 2月27日 ブリーフ&トランクス ※公開収録
10. 3月5日 ブリーフ&トランクス ※公開収録
11. 3月12日 ハリウッドザコシショウ
12. 3月19日
13. 3月26日 紗倉最終回
14. 4月2日 飛鳥初回
15. 4月9日
16. 4月16日
17. 4月23日 バイク川崎バイク
18. 4月30日
19. 5月7日
20. 5月14日 たかし（トレンディエンジェル）
21. 5月21日 たかし（トレンディエンジェル）
22. 5月28日 たかし（トレンディエンジェル）
23. 6月4日
24. 6月11日
25. 6月18日
26. 6月25日
27. 7月2日
28. 7月9日
29. 7月16日
30. 7月23日
31. 7月30日
32. 8月6日
33. 8月13日 バイク川崎バイク、たかし（トレンディエンジェル）
34. 8月20日
35. 8月27日
36. 9月3日
37. 9月10日
38. 9月17日 バイク川崎バイク
39. 9月24日 飛鳥レギュラー出演最終回。バイク川崎バイク
40. 10月1日 安村単独冠初回。古川いおり、飛鳥りん
41. 10月8日 古川いおり、速水ライリ
42. 10月15日 飛鳥りん　速水ライリ
43. 10月22日 飛鳥りん、戸田真琴
44. 10月29日 飛鳥りん、戸田真琴
45. 11月4日 飛鳥りん、速水ライリ、バイク川崎バイク
46. 11月11日 桐谷まつり、戸田真琴、バイク川崎バイク
47. 11月18日 飛鳥りん、戸田真琴
48. 11月25日 戸田真琴、速水ライリ、バイク川崎バイク
49. 12月2日 飛鳥りん、戸田真琴、バイク川崎バイク
50. 12月9日 桐谷まつり、戸田真琴
51. 12月16日 たかし（トレンディエンジェル）、桐谷まつり、瀧本梨絵
52. 12月23日 たかし（トレンディエンジェル）、戸田真琴、瀧本梨絵

2017年
1. 1月27日 市川まさみ、古川いおり
2. 2月3日 市川まさみ、桐谷まつり
3. 2月10日 榎本美咲、不明
4. 6月17日 生田みく、不明
5. 7月30日 生田みく、不明
6. 12月23日 戸田真琴、加藤ももか

2018年
1. 2月17日 白瀬ななみ、不明
2. 6月23日 榎本美咲、加藤ももか
3. 6月30日 榎本美咲、八尋麻衣
4. 7月7日 加藤ももか、八尋麻衣
5. 7月14日 生田みく、青山希愛
6. 7月21日 青山希愛、@yano_purple
7. 7月28日 生田みく、@yano_purple
8. 10月13日 公開録音回
9. 10月20日 公開録音回
10. 10月27日 小倉由菜、小泉ひなた
11. 11月3日 小倉由菜、成宮りか
12. 11月10日 成宮りか、小泉ひなた
13. 11月17日 桐谷まつり、小倉由菜
14. 11月24日 桐谷まつり、唯井まひろ
15. 12月1日 小倉由菜、唯井まひろ
16. 12月8日 桐谷まつり、野々原なずな
17. 12月15日
18. 12月22日
19. 12月29日 市川まさみ、七海ティナ

2019年
1. 1月12日 市川まさみ、小泉ひなた
2. 1月19日 小泉ひなた、七海ティナ
3. 1月26日 綾瀬麻衣子、不明
4. 2月2日  本庄鈴、みながわ千遥
5. 2月9日  公開録音回
6. 2月16日 公開録音回
7. 2月23日 綾瀬麻衣子、不明
8. 3月2日 戸田真琴、本庄鈴
9. 3月9日 戸田真琴、小倉由菜
10. 3月16日 小倉由菜、本庄鈴
11. 3月23日 SODアワード楽屋より
12. 3月30日 SODアワード楽屋より
13. 4月6日 不明
14. 4月13日 不明
15. 4月20日 不明
16. 4月27日 不明
17. 5月4日 不明、 小泉ひなた
18. 5月11日 野々原なずな、有馬すず
19. 5月18日 古川いおり、本庄鈴
20. 5月25日 古川いおり、小倉由菜
21. 6月1日 小倉由菜、本庄鈴
22. 6月8日 小泉ひなた、七海ティナ
23. 6月15日 みながわ千遥、小泉ひなた
24. 6月22日 みながわ千遥、七海ティナ
25. 6月29日 小倉由菜、古賀まつな
26. 7月6日 小倉由菜、吉岡明日海
27. 7月13日 古賀まつな、吉岡明日海
28. 7月20日 本庄鈴、唯井まひろ
29. 7月27日 本庄鈴、永野いち夏
30. 8月3日 唯井まひろ、永野いち夏
31. 8月10日 不明、西野翔
32. 8月17日 不明、西野翔
33. 8月24日 みながわ千遥、石原める
34. 8月31日 戸田真琴、七海ティナ
35. 9月7日 不明、四葉さな
36. 9月14日 不明、四葉さな
37. 9月21日 唯井まひろ、小泉ひなた
38. 9月28日 唯井まひろ、久留木玲
39. 10月5日 小泉ひなた、久留木玲
40. 10月12日 七海ティナ、石原める
41. 10月19日 七海ティナ、石原める
42. 10月26日 七海ティナ、石原める
43. 11月2日 本庄鈴、唯井まひろ
44. 11月9日 本庄鈴、青空ひかり
45. 11月16日 唯井まひろ、青空ひかり
46. 11月23日 綾瀬麻衣子、吉岡明日海
47. 11月30日 吉岡明日海、浅井心晴
48. 12月7日 綾瀬麻衣子、浅井心晴
49. 12月14日 唯井まひろ、白川ゆず
50. 12月21日 唯井まひろ、水沢美心
51. 12月28日 白川ゆず、水沢美心

2020年
1. 1月4日 本庄鈴、唯井まひろ
2. 1月11日 本庄鈴、唯井まひろ
3. 1月18日 本庄鈴、唯井まひろ
4. 1月25日 戸田真琴、七海ティナ
5. 2月1日 戸田真琴、白川ゆず
6. 2月8日 七海ティナ、白川ゆず
7. 2月15日 詩月まどか、水沢美心
8. 2月22日 広瀬りおな、水沢美心
9. 2月29日 詩月まどか、広瀬りおな
10. 3月7日[7]小倉由菜、白川ゆず
11. 3月14日 唯井まひろ、白川ゆず
12. 3月21日 小倉由菜、唯井まひろ
13. 3月28日[8]本庄鈴、吉岡明日海
14. 4月4日 本庄鈴、永野いち夏
15. 4月11日 永野いち夏、吉岡明日海
16. 4月18日[9]中山琴葉、宮崎リン
17. 4月25日 中山琴葉、宮崎リン
18. 5月2日 中山琴葉、宮崎リン
19. 5月9日[10]戸田真琴、小倉由菜
20. 5月16日 戸田真琴、小倉由菜
21. 5月23日 戸田真琴、小倉由菜
22. 5月30日[11] 本庄鈴、吉岡明日海
23. 6月6日 本庄鈴、吉岡明日海
24. 6月13日 本庄鈴、吉岡明日海
25. 6月20日[12] 本庄鈴、青空ひかり
26. 6月27日[13]本庄鈴、渡辺まお
27. 7月4日 青空ひかり、渡辺まお
28. 7月11日 戸田真琴、唯井まひろ
29. 7月18日 戸田真琴、森日向子
30. 7月25日 唯井まひろ、森日向子
31. 8月1日 小倉由菜、永野いち夏
32. 8月8日 小倉由菜、夏目響
33. 8月15日 永野いち夏、夏目響
34. 8月22日 本庄鈴、吉岡明日海
35. 8月29日 本庄鈴、天然かのん
36. 9月5日 吉岡明日海、天然かのん
37. 9月12日 唯井まひろ、詩月まどか
38. 9月19日 唯井まひろ、百瀬あすか
39. 9月26日 詩月まどか、百瀬あすか
40. 10月3日 小倉由菜、永野いち夏
41. 10月10日 小倉由菜、田原凛花
42. 10月17日 永野いち夏、田原凛花
43. 10月24日 本庄鈴、夏目響
44. 10月31日 本庄鈴、斎藤まりな
45. 11月7日 夏目響、斎藤まりな
46. 11月14日 市川まさみ、青空ひかり
47. 11月21日 市川まさみ、吉永このみ
48. 11月28日 青空ひかり、吉永このみ
49. 12月5日 小倉由菜、夏目響、宮島めい
50. 12月12日 小倉由菜、夏目響、宮島めい
51. 12月19日 古川いおり、小倉由菜、本庄鈴、夏目響
52. 12月26日 ※最終回 古川いおり、小倉由菜、本庄鈴、夏目響

## 放送局・時間
| 放送対象地域 | 放送局   | 放送日時         |
| ------------ | -------- | ---------------- |
| 関東広域圏   | 文化放送 | 日曜 3:30 - 4:00 |